# Envendos
Envendos is een plaats (freguesia) in de Portugese gemeente Mação en telt 1282 inwoners (2001).